# Jean-Baptiste L'Hermite
Jean-Baptiste de L'Hermite du Solier, né en 1610 au château du Solier, près de Janaillat dans la Marche, et mort à Paris en 1668 ou 1670, est un écrivain et gentilhomme français. Chevalier de Vauselle, poète et dramaturge, frère de François de L'Hermite dit Tristan L'Hermite, il est surtout connu comme généalogiste.
Ayant épousé Marie Courtin, membre de l'Illustre Théâtre, il a également été comédien dans l'entourage des Béjart.

## Biographie

### Origine et naissance
| Blason | Blasonnement : d'argent à trois chevrons de gueules. |

La devise de la famille était « Prier vaut à l'Hermite ». Selon une tradition admise par les généalogistes du XVIIe siècle, cette maison était issue de Pierre l'Ermite, prédicateur de la première croisade populaire au XIe siècle. Contesté au XIXe siècle, cet usage adopté par le futur chevalier de Vauselle « ne prouve pas assez que les L'Hermite du Solier descendaient de Pierre L'Hermite, mais ses adversaires ne peuvent pas prouver qu'il se trompe ou qu'il trompe ».
Jean-Baptiste de L'Hermite est le frère cadet de François de L'Hermite, dit Tristan L'Hermite, né en 1601 au château du Solier, près de Janaillat dans la Marche. L'aîné porte le titre de « sieur du Solier », le cadet « prendra plus tard le titre de sieur de Vauselle, qu'avait aussi porté leur père : Vauselle est un hameau situé presque au pied du Solier ».
La généalogie des L'Hermite a été embrouillée par sa faute, en multipliant « les contradictions et les invraisemblances » avec les prétentions — bien inutiles puisqu'« il est incontestable que Tristan et son frère appartenaient à une très vieille famille de la Marche ». La carrière de Jean-Baptiste L'Hermite en tant que généalogiste lui assure par la suite « quelque célébrité ».
Il est fait chevalier de l'ordre de Saint-Michel en 1640.

### Un mari d'actrice
En 1634, il épouse Marie Courtin, membre de l'Illustre Théâtre : « Les Béjart étaient fort liés à Tristan le poète. Ils l'étaient plus encore à son frère Jean-Baptiste L'Hermite, auteur et comédien ». Les époux sont brouillés à partir de 1645.

## Œuvres

### Littérature
Comme son frère Tristan, Jean-Baptiste de L'Hermite écrit des poèmes réunis sous le titre de Mélange de poésies héroïques et burlesques en 1649, « dédiés à un ancien favori de Louis XIII, à Claude, duc de Saint-Simon, père du grand mémorialiste ». Il est également l'auteur d'une Chute de Phaéton, « sillonnée de vols en tous sens de dieux et de chars lumineux, de passages de monstres personnifiant les constellations, pour culminer dans l'incendie de la planète et la chute de l'apprenti sorcier, et s'achever par une métamorphose ».

### Généalogie
Jean-Baptiste de L'Hermite a composé « une série de livres : La Toscane française, La Ligurie française, La France espagnole, Naples française, Les Corses français ».
Ces ouvrages sont durement condamnés : « en vain les gens du métier, Samuel Guichenon, Charles-René d'Hozier, Jean Le Laboureur, le P. Ménestrier poussaient-ils des cris indignés et appelaient-ils la réprobation publique sur des ouvrages sans critique et sans bonne foi ; le chevalier de L'Hermite savait qu'il avait pour lui la vanité satisfaite et celle qui désirait l'être à son tour, et, sans se troubler, il faisait imprimer de nouveaux livres ».
De tous ces ouvrages, l'Histoire généalogique de la noblesse de Touraine est « le plus important et le plus connu ». L'Inventaire de l'histoire généalogique de la noblesse de Touraine paraît en 1669, « le second volume ne devait jamais paraître ».

### Édition
En 1667, Jean-Baptiste de L'Hermite publie la seconde édition du Page disgracié, qu'il présente comme un roman à clef. Jacques Prévot souligne cependant que ces notes aveuglent surtout le lecteur sur la dimension fictionnelle et moraliste de l'œuvre. Les Plaidoyers historiques de Tristan lui ont parfois été attribués.

### Œuvres
- Jacques Prévot (présentation et notes), Le Page disgracié, Paris, Gallimard, coll. « Folio classique » (no 2609), 1994, 315 p. (ISBN 978-2-07-038909-4)
  - « Clefs » de Jean-Baptiste L'Hermite pour l'édition de 1667, p. 268-278

### Ouvrages cités
- Antoine Adam, Histoire de la littérature française au XVIIe siècle — Tome II : L'époque de Pascal, l'apogée du siècle, Paris, Éditions Albin Michel, 1997 (1re éd. 1956), 845 p. (ISBN 2-226-08922-5)
- Napoléon-Maurice Bernardin, Un Précurseur de Racine : Tristan L'Hermite, sieur du Solier (1601-1655), sa famille, sa vie, ses œuvres, Paris, Alphonse Picard, 1895, XI-632 p.
- Claude-Pierre Goujet, Bibliothèque françoise ou Histoire de la littérature françoise, t. XVII, Paris, Guérin & Le Mercier, 1754, 409 p. (lire en ligne), p. 215
- Collectif et Alan Howe (éd.), Documents du Minutier central des notaires de Paris. Écrivains de théâtre, 1600-1649, Paris, Centre historique des Archives nationales, 2005, 340 p. (ISBN 2-86000-311-8, lire en ligne), p. 197-212
- Paul Olivier, Cent poètes lyriques précieux ou burlesques du XVIIe siècle, Genève, Slatkine, 1971 (1re éd. 1898), 580 p. (lire en ligne), p. 167-170
- Jean Rousset, La Littérature de l'âge baroque en France : Circé et le Paon, Paris, José Corti, 1995 (1re éd. 1953), 316 p. (ISBN 978-2-7143-0358-5)

### Articles cités
- Marcel Arland, Le Promenoir de Tristan, préface pour Le Page disgracié, Paris, Éditions Stock, coll. « À la Promenade » (no 7), 1946, 324 p., p. 7-44
- Napoléon-Maurice Bernardin, Un mari d'actrice au XVIIe siècle, Paris, Revue de Paris, juillet 1897 (lire en ligne), p. 322-353
- Marine Roussillon, « Une écriture littéraire de la généalogie ? Jean-Baptiste L'Hermite de Soliers », Dix-septième siècle, vol. n°288, no 3,‎ 2020, p. 485–496 (DOI 10.3917/dss.203.0485, lire en ligne)